# デス・トゥ・スムーチー
『デス・トゥ・スムーチー』（Death to Smoochy）は、2002年に製作されたダニー・デヴィート監督のブラックコメディ。

## あらすじ
子供向け番組の人気スターであるレインボー・ランドルフ（ロビン・ウィリアムズ）は、ある日、賄賂がらみの事件でFBIのおとり捜査に引っかかり、そのスキャンダルが原因で業界から追放されてしまう。番組ディレクターのノラ（キャサリン・キーナー）は急遽代役探しを余儀なくされる。クリーンなイメージを持つキャラクターをと抜擢されたのは、サイの着ぐるみを纏ったスムーチー（エドワード・ノートン）だった。能天気なまでの優しさを持つスムーチーは、たちまち子供たちの人気者となり、視聴率も鰻上りに伸びていった。自分の座と、かつての恋人ノラを奪われたことに腹を立てたレインボーは、密かにスムーチーの暗殺を企てる。

## キャスト
- スムーチー：エドワード・ノートン
- レインボー・ランドルフ：ロビン・ウィリアムズ
- ノラ：キャサリン・キーナー
- バーク・ベネット：ダニー・デヴィート
- マリオン：ジョン・スチュワート
- トミー：パム・フェリス
- バギー：ヴィンセント・スキャヴェリ
- マーヴ・グリーン：ハーヴェイ・ファイアスタイン
- アンジェロ：ダニー・ウッドバーン
- 局長：ロバート・プロスキー

## スタッフ
- 監督：ダニー・デヴィート
- 製作：アンドリュー・ラザー、ピーター・マクレガー=スコット
- 脚本：アダム・レズニック
- 撮影：アナスタス・ミコス
- 音楽：デヴィッド・ニューマン
- 編集：ジョン・ポール
- 美術：ハワード・カミングス